# NGC 3469
NGC 3469 is een balkspiraalstelsel in het sterrenbeeld Beker. Het hemelobject werd op 7 mei 1836 ontdekt door de Britse astronoom John Herschel.

## Synoniemen
- MCG -2-28-24
- NPM1G -14.0358
- PGC 32912